# Lockne landskommun
Lockne landskommun var en tidigare kommun i Jämtlands län.

## Administrativ historik
Lockne landskommun inrättades 1 januari 1863 i  Lockne socken i samband med att 1862 års kommunalförordningar trädde i kraft.
Vid kommunreformen 1952 gick kommunen upp i Brunflo.

## Kommunvapen
Lockne landskommun förde inte något vapen.

## Se även

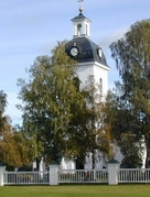
Lockne kyrka

## Politik

### Mandatfördelning i valen 1938-1946
| 10 | 4 | 3 | 3 |

| 18 |

| 9 | 11 |

| 16 | 4 |

| 1 | 9 | 4 | 6 |

| 18 |